# Église Saint-Jean-Baptiste d'Hierges
L'église Saint-Jean-Baptiste est une église catholique située à Hierges, en France.

## Localisation
L'église est située dans le département français de l'Ardennes, sur la commune d'Hierges, légèrement à l'écart de la rue principale.

## Description
L'église Saint-Jean-Baptiste abrite plusieurs vitraux du  XVIIe siècle et de tableaux de la même époque, dont une œuvre du peintre flamand Charles Eyckens, La Vierge et saint Jean-Baptiste intercédant en faveur de deux ecclésiastiques.

## Historique

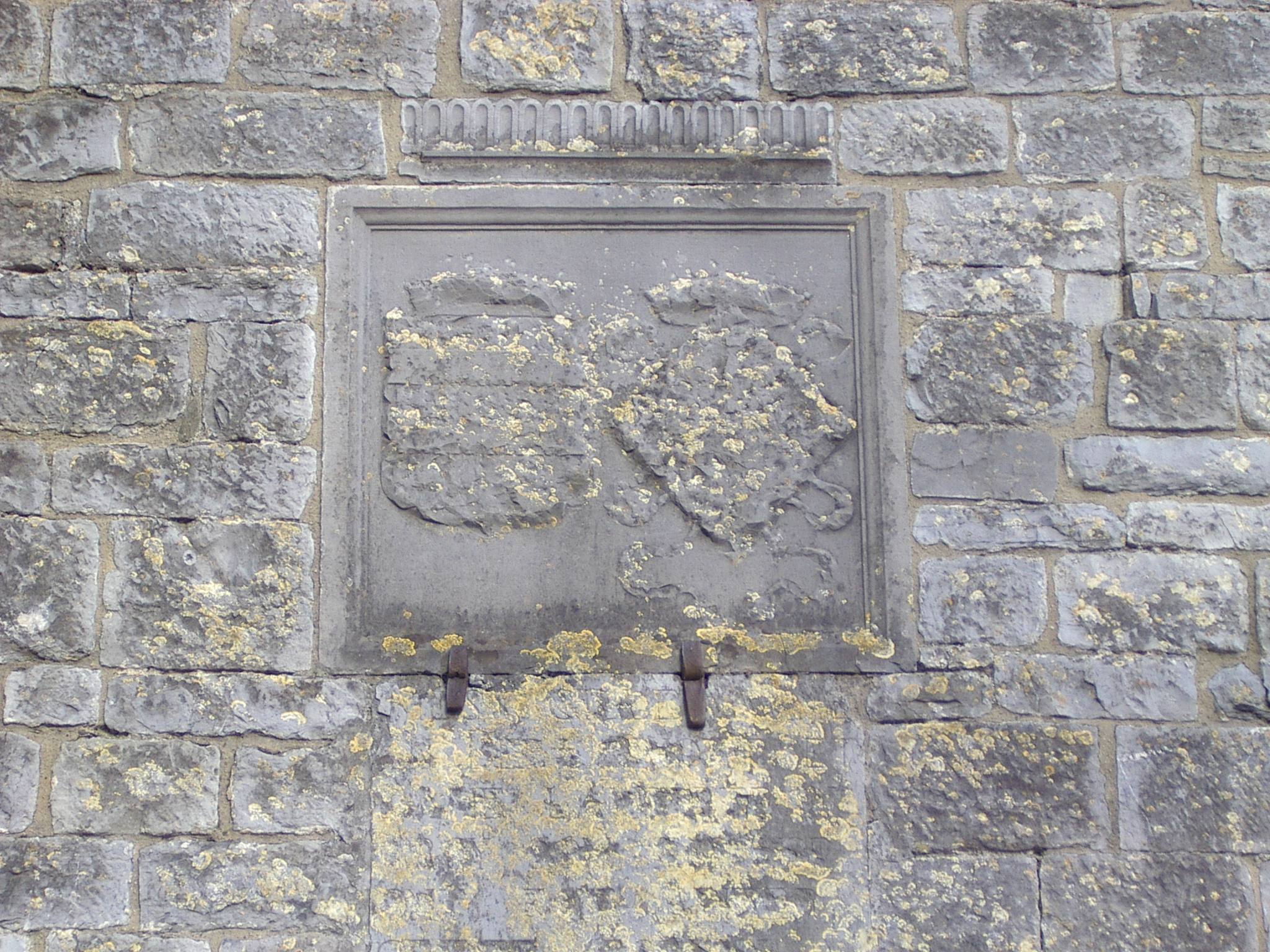
Armoiries de Gilles de Berlaymont et de son épouse Lamberte de Croy

L'édifice a été construit entre 1572 à 1579 à l'initiative de Gilles de Berlaymont et de son épouse Lamberte de Croy.
Au-dessus du porche d’entrée figurent les Armoiries de Gilles de Berlaymont et de son épouse Lamberte de Croy ainsi que l’inscription :
« MESSIRE DE BERLAIMONT ET DAME LAMBERTE DE CROY ONT FAIT ÉDIFIER CETTE ÉGLISE EN L’HONNEUR DE DIEU ET DE SAINT JEAN BAPTISTE 1579 »
L'édifice est classé au titre des monuments historiques en 1993 et inscrit en 1987.

## Mobilier
L'église contient du mobilier classé à titre objet ou immeuble des monuments historiques : une verrière représentant une Vierge à l'Enfant,, un banc de célébrant, un tableau de la trinité, une statue du Christ en croix, un calice, un tableau de l'adoration des mages, un tableau du Mariage de la Vierge, des tableaux de la Vierge et Saint Jean Baptiste.